# Цзюй Веньцзюнь
Цзюй Веньцзюнь (кит.: 居 文君; 31 січня 1991) — китайська шахістка, гросмейстер (2014).
 Сімнадцята чемпіонка світу (2018 — донині).
У складі збірної Китаю переможниця шахової олімпіади 2016 року, командних чемпіонатів світу 2009 та 2011 років, срібний призер шахових олімпіад 2010 та 2012 років, командного чемпіонату світу 2013 року, бронзовий призер командного чемпіонату світу 2015 року.
Її рейтинг станом на березень 2020 року — 2583 (3-тє місце у світі, 2-ге — серед шахісток Китаю).

## Кар'єра
Грає за шаховий клуб міста Шанхай в Китайській шаховій лізі.
У грудні 2004 року розділила друге місце на чемпіонаті Азії з шахів серед жінок у Бейруті. В жовтні 2007 року розділила четверте місце на Китайському жіночому зональному 3.5 турнірі в Тяньцзіні.
У серпні-вересні 2008 року на чемпіонаті світу з шахів серед жінок 2008 її вибила в другому раунді Антоанета Стефанова 3.0-1.0. Два роки по тому в чемпіонаті світу з шахів серед жінок 2010 вона дійшла до чвертьфіналу.
На другому етапі Гран-Прі ФІДЕ серед жінок 2013-14, що проходив в ОАЕ з 24 серпня по 7 вересня розділила 1-е місце з Хоу Іфань, набравши 8.5/11 (+6 =5, TPR 2695). Після завершення того турніру її живий рейтинг досяг 2580, роблячи її другою за цим показником китайською шахісткою в історії. До цього друге місце належало Чжао Сюе, 2579, яке та досягла у вересні 2013.
Вона була 2 номером у світі серед дівчат до 21 року в листопаді 2011.
У четвертому кварталі 2014 засідання Ради директорів ФІДЕ в Сочі, Росія затвердило її звання гросмейстера. Вона стала 31-м гросмейстером з Китаю і 31-м гросмейстером серед жінок.
2014 року вдруге виграла Чемпіонат Китаю з шахів серед жінок (попередній раз 2010 року).
У березні 2015 року на чемпіонаті світу, що проходив у Сочі за нокаут-системою, поступилася у другому колі росіянці Наталі Погоніній з рахунком ½ — 1½.
У квітні 2015 року Веньцзюнь у складі збірної Китаю посіла 3-є місце на командному чемпіонаті світу, що проходив у китайському місті Ченду. ЇЇ результат на першій шахівниці — 42,9 % набраних очок (7 місце).
У лютому 2016 року з результатом 7½ з 11 очок (+4-0=7) стала переможницею другого етапу серії гран-прі ФІДЕ, що проходив у Тегерані.
У липні 2016 року з результатом 6 з 11 очок (+2-1=8) розділила 3-5 місця на четвертому етапі серії гран-прі ФІДЕ, що проходив у Ченду.
У вересні 2016 року у складі збірної Китаю стала переможницею шахової олімпіади, що проходила в Баку. Крім того, набравши 7½ очок з 11 можливих (+6-2=5), китаянка посіла 2 місце серед шахісток, які виступали на 2-й шахівниці
У грудні 2016 року з результатом 7½ з 11 очок (+5-1=5) перемогла на п'ятому завершальному етапі серії гран-прі ФІДЕ, що проходив у Ханти-Мансійську. Таким чином, набравши в сумі 413 очок, Цзюй Веньцзюнь стала переможницею серії Гран-прі ФІДЕ серед жінок 2015/2016 років, та отримала право участі в матчі за звання чемпіонки світу проти переможниці чемпіонату світу за нокаут-системою, що пройде в березні 2017 року.
У травні 2018 року Цзюй Веньцзюнь стала новою сімнадцятою чемпіонкою світу здолавши в чемпіонському матчі Тань Чжун'ї з рахунком 5½ — 4½.
На чемпіонаті світу 2018 року за олімпійською системою Цзюй Веньцзюнь підтвердила статус чемпіонки світу перемігши у фіналі турніру росіянку Катерину Лагно з рахунком 5 — 3.
У вересні 2019 року Веньцзюнь розділила з Олександрою Горячкіною 2-3 місця на 1-му етапі гран-прі ФІДЕ серед жінок 2019/2020, що проходив у Сколково. Набравши 7½ очок з 11 можливих (+5-1=5) китаянка на ½ очка відстала від переможниці турніру Гампі Конеру з Індії.
У січні 2020 року китаянка зберегла титул чемпіонки світу перемігши росіянку Олександру Горячкіну у матчі за звання чемпіонки світу з рахунком 8½ — 7½ (рахунок класичних партій 6 — 6, тайбрейк у форматі швидких шахів 2½ — 1½).
У лютому 2020 року з результатом 5½ очок з 9 можливих (+3-1=5) Веньцзюнь посіла 2-ге місце на турнірі «2020 Cairns Cup» з призовим фондом у 180 тис.доларів, що проходив у Сент-Луїсі.
У березні 2020 року з результатом 4½ з 11 очок (+1-3=7) китайська шахістка посіла лише 9 місце на 3-му етапі гран-прі ФІДЕ серед жінок 2019/2020, що проходив у Лозанні.

## Зміни рейтингу
| На цьому місці має відображатися графік чи діаграма, однак з технічних причин його відображення наразі вимкнено. Будь ласка, не видаляйте код, який викликає це повідомлення. Розробники вже працюють для того, щоби відновити штатне функціонування цього графіка або діаграми. | |
| | На цьому місці має відображатися графік чи діаграма, однак з технічних причин його відображення наразі вимкнено. Будь ласка, не видаляйте код, який викликає це повідомлення. Розробники вже працюють для того, щоби відновити штатне функціонування цього графіка або діаграми. |